# Kinczesz
Kinczesz (ukr. Кінчеш) – wieś na Ukrainie w rejonie użhorodzkim obwodu zakarpackiego.